# سیلوستر لوایی
سیلوستر لوایی (مجاری: Sylvester Levay؛ صربی: Силвестер Леваи؛ Silvester Levai؛ زادهٔ ۱۶ مهٔ ۱۹۴۵) یک آهنگساز و موسیقی‌دان اهل مجارستان است.
او در سال ۱۹۷۶ بابت ترانهٔ «پرواز کن، سینه‌سرخ، پرواز کن» برندهٔ جایزه گرمی شد.